# Musée d'Ennery
Musée d'Ennery (Enneryho muzeum) je muzeum v Paříži. Nachází se v 16. obvodu na Avenue Foch. Muzeum zpřístupňuje sbírku asijského umění, kterou ve druhé polovině 19. století shromáždila Clémence d'Ennery, manželka francouzského dramatika Adolpha d'Enneryho (1811-1899). Muzeum je připojeno k Musée Guimet.

## Historie
Clémence d'Ennery odkázala svou sbírku včetně městského paláce, ve kterém se dnes muzeum nachází, v roce 1903 francouzskému státu. Muzeum bylo pro veřejnost otevřeno 27. května 1908. Od roku 1930 až do své smrti zde byl hlavním konzervátorem sinolog Paul Pelliot (1878-1845). Budova včetně výstavních vitrin je od roku 1979 chráněná jako historická památka. Po 16 letech uzavření bylo muzeum opět otevřeno 5. dubna 2012.

## Sbírky
Mezi 7000 objekty uchovávaných v muzeu se nachází mj. truhlice z lakovaného dřeva a vykládané perletí, vzácné předměty jako jsou porcelánové panenky, figurky z tvrdého kamene, keramika z Kjóto z 18. století, nebo masky zvířat a chimér. Muzeum, jehož díla jsou vystavena ve skleněných vitrínách vykládaným perletí, přináší svědectví o nadšení pro Orient, které se objevilo během Druhého císařství a následně velmi ovlivnilo západní umění a vkus.